# Strachił wojwoda (miejscowość)
Strachił wojwoda (bułg. Страхил войвода) – wieś w Bułgarii, w obwodzie Kyrdżali, w gminie Kyrdżali. Według danych szacunkowych Ujednoliconego Systemu Ewidencji Ludności oraz Usług Administracyjnych dla Ludności, 15 czerwca 2020 roku miejscowość liczyła 110 mieszkańców.